# Edison Illuminating Company
La Edison Illuminating Company fu fondata da Thomas Edison il 17 dicembre 1880, per costruire centrali elettriche, inizialmente a New York City. L'azienda era il prototipo per altre società di illuminazione locali che furono costruite negli Stati Uniti negli anni 1880.

## Storia

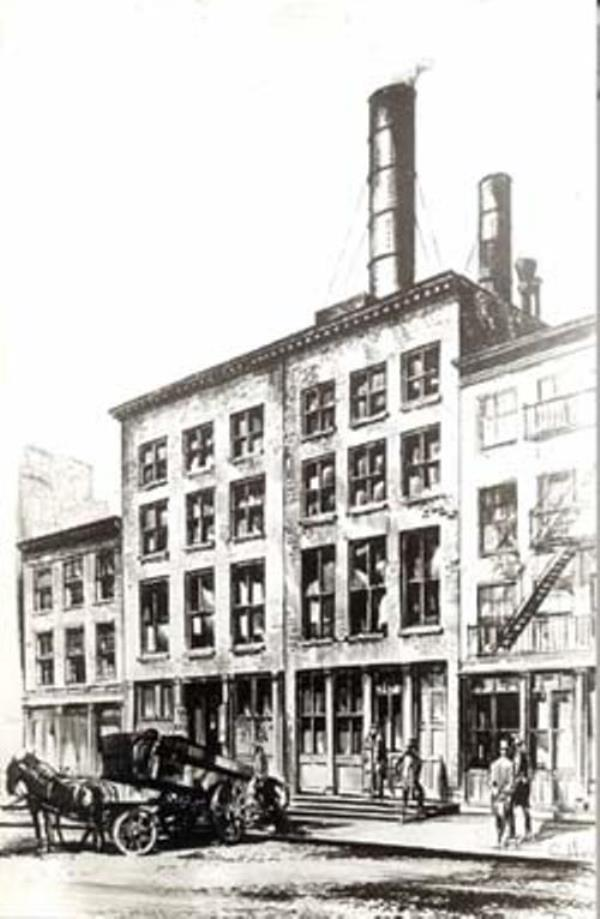
Uno schizzo della stazione di Pearl Street

### Stazione di Pearl Street
Il 4 settembre 1882 la prima stazione centrale di Edison, la Pearl Street Station, aprì al 257 di Pearl Street a Manhattan. Questa stazione fu la prima centrale elettrica commerciale negli Stati Uniti e fu il primo impianto di cogenerazione al mondo. L'impianto fu raso al suolo da un incendio il 2 gennaio 1890. Solo una dinamo (o generatore) sopravvisse ed è attualmente esposta all'Henry Ford Museum. L'Institute of Electrical and Electronics Engineers nel 2011 lo definì una pietra miliare.

### Altre stazioni
Nel novembre 1883 fu fondata la Edison Electric Illuminating Company di Shamokin, in Pennsylvania. Nel 1883 divenne solo la seconda stazione elettrica trifase al mondo. Il primo fu lo stabilimento di Edison a Sunbury, in Pennsylvania, aperto il 4 luglio 1883. Alla cerimonia di apertura partecipò lo stesso Edison. Ancora oggi la presenza di Edison è ricordata in tutta la città, con l'Hotel Edison e un monumento appena fuori Sunbury. Il 1º ottobre 1883, la Brockton Edison Electric Illuminating Company Power Station, un altro impianto a trifase, aprì a Brockton, nel Massachusetts ed era in grado di rifornire circa 1600 lampade. La stazione di Brockton è elencata nel Registro Nazionale dei Luoghi Storici. Il 17 novembre 1883 fu fondata la Edison Electric Illuminating Company di Mount Carmel, in Pennsylvania. Questa fu la prima centrale elettrica isolata al mondo, il che significa che l'intero Mount Carmel era alimentato da elettricità. Nel quartiere degli affari del centro furono erette 38 lampade ad arco e 50 lampadine a incandescenza. Edison aprì anche stabilimenti a Fall River, Massachusetts (1883), Cumberland, Maryland (1884), Tamaqua, Pennsylvania (1885) e Boston (1886).

### Sviluppi
La Edison Illuminating Company fu acquistata dalla Consolidated Gas nel 1901. Nel 1936, con vendite di elettricità di gran lunga superiori a quelle del gas, la società cambiò nome in Consolidated Edison. Oggi, Con Ed è un'azienda multimiliardaria che fornisce energia a circa 3,3 milioni di persone. Occasionalmente viene riportato erroneamente che la Edison Illuminating Company in seguito divenne General Electric; tuttavia, non furono mai imparentate a parte il loro fondatore comune.

## Collaboratori importanti
Nel 1891 Henry Ford divenne ingegnere presso la Edison Illuminating Company e nel 1893 fu promosso ingegnere capo. Lasciò l'azienda il 15 agosto 1899 per concentrarsi sulla produzione automobilistica. James Hood Wright era un membro del consiglio di amministrazione della società.